# Institut national polytechnique de Toulouse
Pour les articles homonymes, voir INPT, INP et La Prépa des INP.
Ne doit pas être confondu avec École polytechnique (France) ou Réseau Polytech.
L’institut national polytechnique de Toulouse (Toulouse INP) est un établissement public à caractère scientifique, culturel et professionnel (EPCSCP) créé en 1969.
Situé à Toulouse, il est l'un des 5 instituts nationaux polytechniques français, des établissements d'enseignement supérieur assimilés à des universités.
Ses écoles internes et associées délivrent des formations d'ingénieurs dans différents domaines comme l’électronique, l'électrotechnique, l’informatique, l’hydraulique, les télécommunications, la chimie, le génie chimique, les matériaux, l’agronomie, le génie mécanique, le génie industriel, et la météorologie. Elles font toutes partie des 204 écoles d'ingénieurs françaises accréditées au 1er septembre 2020 à délivrer un diplôme d'ingénieur.

## Historique
À la suite de la loi Faure de 1968 sur la nouvelle organisation des universités françaises, trois instituts nationaux polytechniques, de statut établissement public à caractère scientifique, culturel, sont créés à Grenoble, en Lorraine et à Toulouse. La création de Toulouse INP fait suite à la dissolution de l'ancienne université de Toulouse en 1969, qui s'est alors divisée en 4 établissements : institut national polytechnique de Toulouse, université Toulouse-I-Capitole, université Toulouse-II-Jean-Jaurès et université Toulouse-III-Paul-Sabatier,,,.
Dès sa création, l'INP de Toulouse est constitué d’écoles à statut unité d’enseignement et de recherche : l'école nationale supérieure d'électrotechnique, d'électronique, d'informatique, d'hydraulique et des télécommunications (ENSEEIHT), de l'école nationale supérieure agronomique de Toulouse (ENSAT), de l’école nationale supérieure de chimie de Toulouse (ENSCT) et de l’école nationale supérieure des ingénieurs en génie chimique (ENSIGC).
Les articles 25 à 33 de la loi Savary no 84-52 du 26 janvier 1984 définissent le statut d'université qui est donné aux trois instituts ainsi qu'aux universités existant à l'époque,. Les écoles d'ingénieurs qui composent les INP prennent le statut d'école interne. En 2000, la loi Savary est codifiée dans le code de l'éducation. Les dispositions qu'elle avait introduites subsistent pour une bonne part mais seront modifiées par la suite par l'article L713-9 du code de l'éducation de 2005 pour le statut d'école interne, et par la loi relative aux libertés et responsabilités des universités (LRU) de 2007 pour le statut d'université.
En 2001, l’école nationale supérieure de chimie de Toulouse et l’école nationale supérieure des ingénieurs en génie chimique fusionnent pour créer l'école nationale supérieure des ingénieurs en arts chimiques et technologiques (ENSIACET). En 2002, l'école nationale d'ingénieurs de Tarbes (ENIT) devient une école associée à l'INP de Toulouse. Puis respectivement en 2009 et 2010, l'école nationale de la météorologie (ENM) et l'école nationale vétérinaire de Toulouse (ENVT) signent un contrat de collaboration avec l'institut,. Enfin toujours en 2010, l'école d'ingénieurs de Purpan devient comme l'ENIT une école associée.
Depuis 2012, l’institut national polytechnique de Toulouse est le seul ayant encore le statut d'EPSCP ; ceux de Grenoble et de Bordeaux, sont des EPSCP au statut de grands établissements, celui de Lorraine est désormais un collégium de l’université de Lorraine.
En novembre 2014, les quatre INP se sont regroupés en association en fondant le Groupe INP afin de renforcer la visibilité des écoles d'ingénieurs du groupe et de renforcer les synergies entre les INP.
En 2015, Toulouse INP devient membre fondateur de la COMUE « université fédérale de Toulouse-Midi-Pyrénées », avec l’INSA de Toulouse, l’ISAE ainsi que les universités Toulouse-I, Toulouse-II, Toulouse-III et le CNRS.
En 2016, l'ENVT n'est plus liée à Toulouse INP.
Le 12 Juillet 2022 le conseil d'administration de Toulouse INP a voté l'étude de la possibilité de rejoindre le Groupe des Écoles centrales (GEC) sous le nom de Toulouse Centrale Institut,. Le 22 mai 2023, le conseil d'administration s'est prononcé contre le décret ministériel portant transformation de l'établissement.
Les élections internes du 28 et 29 mai 2024 portent à la tête de Toulouse-INP la liste Collectif Avenir 2030 en faveur d'une position de Toulouse-INP au sein du site universitaire toulousain et du groupe des INP.

### Présidents
- 1969 - 1976 : Léopold Escande
- 1976 - 1980 : Gérard Montel
- 1980 - 1986 : Jean Nougaro
- 1986 - 1991 : Max Marty
- 1991 - 1996 : Henri Angelino
- 1996 - 2000 : Alain Costes
- 2000 - 2004 : Roland Morancho
- 2004 - 2012 : Gilbert Casamatta
- 2012 - 2020 : Olivier Simonin
- 2020 - 2024 : Catherine Xuereb
- depuis 2024 :Dominique Poquillon

## Formations

### Diplôme d'ingénieur
Toulouse INP est constitué de trois écoles d'ingénieurs internes :
- L'école nationale supérieure d'électrotechnique, d'électronique, d'informatique, d'hydraulique et des télécommunications (INP-ENSEEIHT),
- L'école nationale supérieure agronomique de Toulouse (INP-ENSAT),
- L'école nationale supérieure des ingénieurs en arts chimiques et technologiques (INP-ENSIACET).

De deux écoles d'ingénieurs associées à Toulouse INP :
- L'école nationale d'ingénieurs de Tarbes[13] (INP-ENIT),
- L'école d'ingénieurs de Purpan[16] (INP-EI-Purpan).

Et d'une école d'ingénieurs liée à l'INP par un simple contrat de collaboration :
- L'école nationale de la météorologie  (INP-ENM).

Toulouse INP recrute la majorité de ses élèves ingénieurs à bac+2, à partir du concours commun des instituts nationaux polytechniques (CCINP) ou via La Prépa des INP. L'ENSAT recrute aussi sur le concours agronomiques et vétérinaires. Il est également possible d'être admis sur titres à bac+2 ou bac+3, avec un diplôme universitaire de technologie (DUT) ou un brevet de technicien supérieur (BTS), ou une licence (L2, L3 ou licence professionnelle),,. En outre, l'ENIT a la particularité de recruter la majorité de ses étudiants post-bac via le concours Geipi Polytech. En plus des voies d'admissions précédemment citées, elle passe également par le concours e3a, et la banque Physique et Technologie. Quant à l'INP-Purpan, elle recrute ses étudiants post-bac et à bac+2 sur dossier.
Les formations d'ingénieur des écoles de Toulouse INP sont habilitées par la commission des titres d'ingénieur (CTI) : elles sont aux normes européennes et confèrent le grade de master (attribution de 300 crédits ECTS). Elles peuvent être suivies en formation initiale ou en formation par alternance,,,,,.

### La Prépa des INP
Toulouse INP, comme les autres INP, dispose d'un cycle préparatoire intégré aux grandes écoles nommé La Prépa des INP. Présente à Bordeaux, Grenoble, Nancy, Toulouse (jusqu'en 2022), Saint-Denis de la Réunion, Valence, Pointe à Pitre, Clermont-Ferrand et Cambrai, il s'agit d'une formation publique d'enseignement supérieur post-bac d'une durée de 2 ans, ouverte aux lycéens et au étudiants au niveau bac. À Toulouse, environ 120 places étaient offertes jusqu'en 2022.
À l'issue des 2 ans, les étudiants peuvent – en fonction de leur classement – entrer dans l'une des écoles d'ingénieurs du Groupe INP, ainsi que des écoles partenaires. Les écoles internes ou associées à Toulouse INP accessibles via La Prépa des INP jusqu'en 2022 sont :
- INP-ENSEEIHT : 38 places,
- INP-ENSAT : 20 places,
- INP-ENSIACET : 27 places,
- INP-ENIT : 5 places,
- INP-EI Purpan : ?,
- INP-ENM : 2 places,
- ENAC : 2 places,
- Université des Antilles, formation d'ingénieur : 4 places,
- ISAE-SUPAERO : (jusqu'en 2020).

À noter que l'ENAC, l'ISAE-SUPAERO et l'université des Antilles ne sont pas internes ou associés à Toulouse INP mais possèdent un accord global de partenariat avec l'institut.
A partir de septembre 2023, La Prépa des INP du site de Toulouse est renommée Prépa t², à la suite de l'annonce de transformation de Toulouse INP en Toulouse Centrale Institut. Malgré l'annulation de la transformation prononcée en mai 2023, la Prépa t² est maintenue et permettra à ses élèves d'intégrer au bout des deux années l’une des écoles internes ou associées de Toulouse INP ou l'une des écoles du groupe des Écoles centrales,,.

### Masters
Toulouse INP délivre 20 masters 2 avec 36 parcours-types et 5 masters of science (en anglais) avec 9 parcours-types dans les domaines suivants : électronique, énergie, automatique, informatique, télécommunications, science de l'océan, science du climat, chimie, génie des procédés, science de la santé, science des matériaux, nanoscience, géomatique, biodiversité, biologie, biotechnologie, génie mécanique, mécanique, aéronautique et spatial, génie industriel, ingénierie des systèmes, agronomie.
Ces diplômes sont proposés par Toulouse INP seul à travers ses 3 écoles internes (INP-ENSEEIHT, INP-ENSIACET, INP-ENSAT) ou en co-accréditation avec les établissements suivants : université Toulouse-I-Capitole, université Toulouse-II-Jean-Jaurès, université Toulouse-III-Paul-Sabatier et institut national universitaire Jean-François Champollion, INSA Toulouse, ISAE-SUPAERO, ENAC, IMT Mines d'Albi, ENVT, INP-ENIT et ENSFEA.
L'accès aux masters se fait sur dossier à la suite d'une licence. Il est possible d'intégrer la formation en 2e année (M2) à l'aide d'un M1 ou en dernière année d'école d'ingénieurs dans le cadre d'un double diplôme.

### Mastères spécialisés et DHET
Toulouse INP propose également 8 mastères spécialisés, des diplômes en un an hors du système universitaire accrédités par la conférence des grandes écoles (CGE), dans les domaines suivants : éco-ingénierie, sûreté de fonctionnement, hydraulique, système embarqué, communication spatiale, énergie, gestion des risques, santé, environnement. Les mastères spécialisés sont accessibles aux personnes titulaires d'un bac+5 ou d'un bac+4 avec au moins 3 ans d'expérience professionnelle.
Toulouse INP propose aussi 16 diplômes des hautes études technologiques (DHET) aux titulaires d'un bac+4 minimum. Il s'agit également de diplômes d'établissements hors du système université d'un an dont le but est l'acquisition d'une seconde compétence ou d'une spécialisation nouvelle. Ils sont composés d'enseignements théoriques et pratiques, ainsi que d'un stage de 3 à 6 mois selon la spécialisation. Les domaines étudiés à Toulouse INP sont : qualité, hygiène, sécurité, environnement, gestion des risques, ingénierie des systèmes, analyses physico-chimiques, énergie, santé, agronomie, biologie, industrie agroalimentaire, géomatique, environnement, gestion des ressources naturelles, développement durable.
Ces deux types de diplômes d'établissement sont proposés par Toulouse INP seul à travers ses 3 écoles internes,, ou en co-accréditation avec les établissements suivants : INP-ENIT, INP-ENM, INP-EI Purpan, ENVT, INSA Toulouse, ISAE-SUPAERO, IMT Atlantique, Télécom SudParis et ICSI.

### Diplôme national d’œnologue
Le diplôme national d’œnologue est dispensé par l'INP-ENSAT. Elle est ouverte aux titulaires d'une licence en biologie, chimie, biochimie, agronomie, ainsi qu'au titulaire de bac+2 avec expérience professionnelle. Elle peut également être suivie en parallèle du cursus ingénieur pour les étudiants de l'ENSAT et de l'ENSIACET. La formation dure deux ans, et peut se faire par formation initiale ou par formation par alternance.

### Doctorat
Toulouse INP délivre 150 doctorats par an. Le doctorat est accessible aux titulaires de master et de diplôme d'ingénieur. Le doctorant est inscrit à Toulouse INP et rattaché à l'une des 10 écoles doctorales inter-établissements au sein d'un laboratoire de recherche associé à Toulouse INP :
- L'école doctorale Systèmes (ED SYS),
- L'école doctorale Mécanique, Energétique, Génie Civil & Procédés (ED MEGeP),
- L'école doctorale Sciences de la Matière (ED SDM),
- L'École doctorale Génie Électrique, Électronique, Télécommunications (ED GEET),
- L'école doctorale Aéronautique Astronautique (ED AA),
- L'école doctorale Mathématiques, informatique, télécommunications (ED MITT),
- L'école doctorale Sciences de l'univers de l'environnement et de l'espace (ED SDU2E),
- L'école doctorale Temps, espaces, sociétés et culture (ED Tesc),
- L'école doctorale Sciences écologiques, vétérinaires, agronomiques et bioingénieries (ED Sevab)
- L'école doctorale Aéronautique – astronautique (ED AA),
- L'école doctorale Biologie santé biotechnologies (ED BSB).

### Formation professionnelle Toulouse INP
L’institut propose également des formations professionnelles s'adressant surtout aux techniciens, cadres et ingénieurs dans les domaines scientifiques. Elle permet de suivre des stages de quelques jours, de s’inscrire dans des cursus diplômants (ingénieurs, Master Professionnel, Mastères spécialisés, DHET) ou de mettre en œuvre des procédures de validation des acquis (VAE ou VAP).

## Recherche
La recherche à Toulouse INP est effectuée dans 17 laboratoires, ancrés au cœur de ses écoles, de qualité reconnue par les grands organismes de recherche (CNRS, INRA) ou le ministère de l'Éducation nationale, de l'Enseignement supérieur et de la Recherche. Ils sont composés de 700 enseignants-chercheurs. La recherche de l'institut participe également aux grandes opérations technologiques nationales (réseaux, incubateurs, créations d'entreprises).
| Nom      | Nom Complet                                                        | Type | Centre                                         | Domaine | Structures partenaires                                                          |
| -------- | ------------------------------------------------------------------ | ---- | ---------------------------------------------- | --- | ------------------------------------------------------------------------------- |
| AGIR     | Laboratoire Agroécologie - Innovations - Territoires               | UMR  | Castanet Tolosan                               | Agronomie, écologie, zootechnie, écophysiologie, sociologie, géographie sociale. | ENSAT, Purpan, INRA                                                             |
| CIRIMAT  | Centre inter-universitaire de recherche d'ingénierie des matériaux | UMR  | Toulouse, Labège                               | Sciences des matériaux, nanomatériaux, revêtements et procédés de dépôt, vieillissement et durabilité des matériaux. | ENSIACET, Université Paul Sabatier, CNRS                                        |
| DYNAFOR  | Dynamiques et écologie des paysages agriforestier                  | UMR  | Castanet Tolosan                               | Biodiversité des forêts rurales et des milieux semi naturels dans les paysages, recherche en analyse et modélisation de systèmes socio-écologiques spatialisés, services écosystémiques du paysage. | ENSAT, Purpan, INRA                                                             |
| EcoLab   | Laboratoire écologie fonctionnelle et environnement                | UMR  | Toulouse                                       | Dynamique des milieux, rôle de la biodiversité dans les fonctions des écosystèmes, influence des régimes de perturbations sur la biodiversité, dynamique et effet des polluants, modélisation de la structure et du fonctionnement des écosystèmes, bio-remédiation et restauration des milieux naturels . | ENSAT, Université Paul Sabatier, CNRS                                           |
| GBF      | Laboratoire génomique et biotechnologie des fruits                 | UMR  | Castanet Tolosan                               | Contrôle hormonal de la maturation des fruits, compréhension des mécanismes croisés de l’éthylène et de l’auxine dans le contrôle du développement et de la maturation des fruits. | ENSAT, INRA                                                                     |
| GenPhySE | Laboratoire Génétique Physiologie et Systèmes d'Elevage            | UMR  | Toulouse, Auzeville Tolosane, Castanet Tolosan | Génétique animale, biologie intégrative, sciences animales. | ENSAT, INRA, ENVT                                                               |
| IMFT     | Institut de mécanique des fluides de Toulouse                      | UMR  | Toulouse                                       | Écoulements monophasiques transitionnels et turbulents, milieux poreux, hydrologie écoulements géophysiques et ingénierie de l’environnement, particules, sprays et combustion. | ENSEEIHT, Université Paul Sabatier, CNRS                                        |
| IRIT     | Institut de recherche en informatique de Toulouse                  | UMR  | Toulouse                                       | Analyse et synthèse de l’information, indexation et recherche d’informations, interaction, coopération, adaptation par l’expérimentation, raisonnement et décision, modélisation, algorithmes et calcul haute performance, architecture, systèmes et réseaux, sûreté de développement du logiciel. | ENSEEIHT, Université Toulouse-I-Capitole, Université Toulouse-Jean-Jaurès, CNRS |
| LAAS     | Laboratoire d'analyse et d'architecture des systèmes               | UPR  | Toulouse                                       | Informatique critique, réseaux et communications, robotique, décision et optimisation, hyperfréquences et optique, technologie et instrumentation pour le monitoring des systèmes complexes, micro nano bio technologies, gestion de l'énergie. | ENSEEIHT, INSAT, Université Paul Sabatier, CNRS                                 |
| Laplace  | Laboratoire plasma et conversion d'énergie                         | UMR  | Toulouse                                       | Arcs électriques et procédés plasmas thermiques, commande et diagnostic des systèmes électriques, convertisseurs statiques, diélectriques solides et fiabilité, énergie électrique et systémique, électromagnétisme, électrodynamique, énergétique, plasmas, et hors équilibre, lumière et matière, matériaux diélectriques dans la conversion d’énergie, matériaux et procédés plasmas, plasmas réactifs hors équilibre .                                        | ENSEEIHT, Université Paul Sabatier, CNRS                                        |
| LCA      | Laboratoire de chimie agro-industrielle                            | UMR  | Labège, Tarbes (plate-forme AGROMAT)           | Chimie des agro-ressources, chimie verte, génie des procédés. | ENSIACET, INRA, ENIT                                                            |
| LCC      | Laboratoire de chimie de coordination                              | UPR  | Toulouse, Labège                               | Conception et caractérisation de molécules ou d’édifices polyatomiques originaux, aux interfaces de la chimie de coordination et de l’hétéro-chimie avec les matériaux ou la biologie. | ENSIACET, Université Paul Sabatier, CNRS                                        |
| LGC      | Laboratoire de génie chimique                                      | UMR  | Toulouse, Labège, Castanet Tolosan             | Génie des interfaces et des milieux divisés, génie des procédés intensifiés, ingénierie des réacteurs polyphasiques innovants, procédés électrochimiques, procédés et systèmes industriels, bioprocédés et systèmes microbiens. | ENSIACET, ENSAT, Université Paul Sabatier, CNRS                                 |
| LGP      | Laboratoire génie de production                                    | EA   | Tarbes                                         | Interfaces et matériaux fonctionnels, mécanique des matériaux, des structures et procédés, décision et interaction dynamiques pour les systèmes, systèmes décisionnels et cognitifs. | ENIT                                                                            |
| Toxalim  | Pôle de recherche en toxicologie                                   | UMR  | Toulouse                                       | Toxicologie intégrative et métabolisme, métabolisme des xénobiotiques, gestation & perturbation endocrinienne, neuro-gastroentérologie et nutrition, biosynthèse & toxicologie des mycotoxines, génotoxicité et signalisation intracellulaire, prévention et promotion de la cancérogenèse par les aliments, toxicologie moléculaire et cellulaire des xénobiotiques, endocrinologie & toxicologie de la barrière intestinale, contaminants et stress cellulaire. | Purpan, ENVT, Université Paul Sabatier                                          |
| CNRM     | Centre national de recherches météorologiques                      | UMR  | Toulouse                                       | Aviation météorologique, études de la neige, modélisation et assimilation pour la prévision, météorologie expérimentale et instrumentale, météorologie de grande Eéchelle et climat, météorologie de moyenne échelle. | ENM, CNRS, Météo-France                                                         |
| IHAP     | Laboratoire interaction hôtes-agents pathogènes                    | UMR  | Toulouse                                       | Pathogenèse des infections par les mycoplasmes chez les ruminants, régulation précoce des infections, interactions hôtes-virus et vaccinologie, pathogenèse des encéphalopathies spongiformes transmissibles, parasitologie, interactions nématodes-milieu digestif, épidémiologie et économie de la santé animale. | ENVT, INRA                                                                      |